# Gilbert Murray (filolog)
George Gilbert Aimé Murray, född 2 januari 1866 i Sydney, död 20 maj 1957, var en brittisk filolog och politiker.

## Biografi
Murray uppfostrades från 11 års ålder i England, blev 1888 lärare vid New College i Oxford, var 1889-99 professor i grekiska i Glasgow och blev 1908 regius professor i grekiska i Oxford. Bland hans vetenskapliga skrifter märks History of Ancient Greek Literature (1897), The Rise of the Greek Epic (1907; tredje upplagan 1924), Four Stages of Greek Religion (1913) och Stoic Philosophy (1915). Han utgav dessutom en kritisk Euripidesupplaga (tre band, 1901-10) och översatte till engelsk vers flera grekiska tragedier, som sedan uppfördes på Court Theatre.
Som politiker var Murray liberal och var flera gånger utan framgång kandidat vid val till brittiska underhuset. Han var en bland Nationernas förbunds ivrigaste anhängare i England och styrelseordförande i den engelska föreningen för Nationernas förbund, var en av de brittiska delegerade vid församlingens årsmöte i Genève 1924 och fungerade samma år (i Lord Parmoors frånvaro) även som brittiskt rådsombud. Av hans politiska skrifter kan nämnas Liberalism and the Empire (1900), The Foreign Policy of Sir Edward Grey (1915), Faith, War and Policy (1918) och The Problem of Foreign Policy (1921). Han utgav även en samling Essays and Addresses (1921).
Murray besökte under första världskriget Sverige (mars 1916) i propagandasyfte och föreläste, då ett tillämnat föredrag i Stockholm om kriget förbjöds, i stället om den grekiska tragedins väsen. Han invaldes 1931 som utländsk ledamot av svenska Vetenskapsakademien.
Asteroiden 941 Murray är uppkallad efter honom.